# Drosophila pavlovskiana
Drosophila pavlovskiana este o specie de muște din genul Drosophila, familia Drosophilidae, descrisă de Kastritsis și Theodosius Grigorievich Dobzhansky în anul 1967.
Este endemică în Guyana. Conform Catalogue of Life specia Drosophila pavlovskiana nu are subspecii cunoscute.